# Kiosk Seestraße

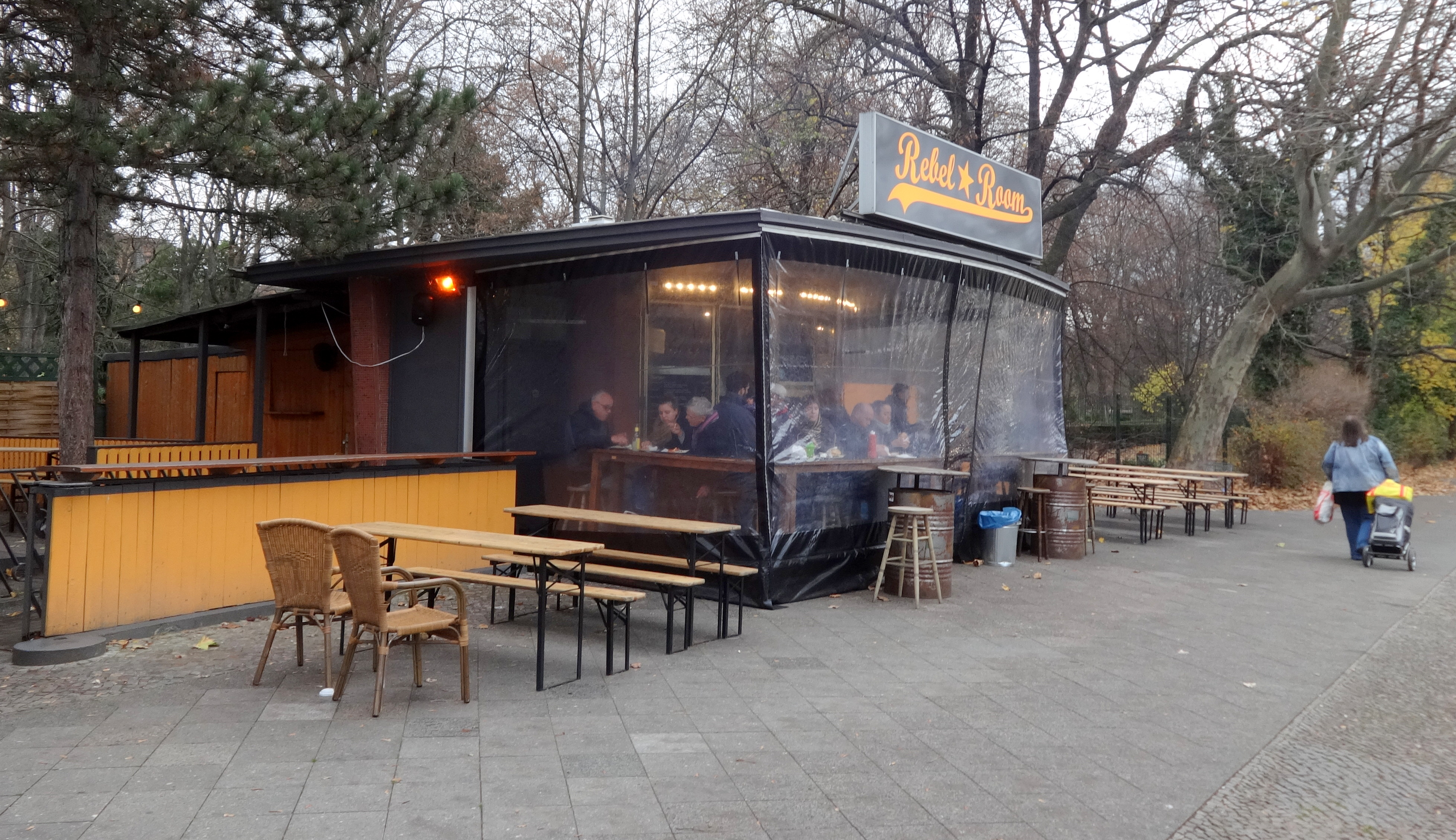
Kiosk Seestraße, 2015

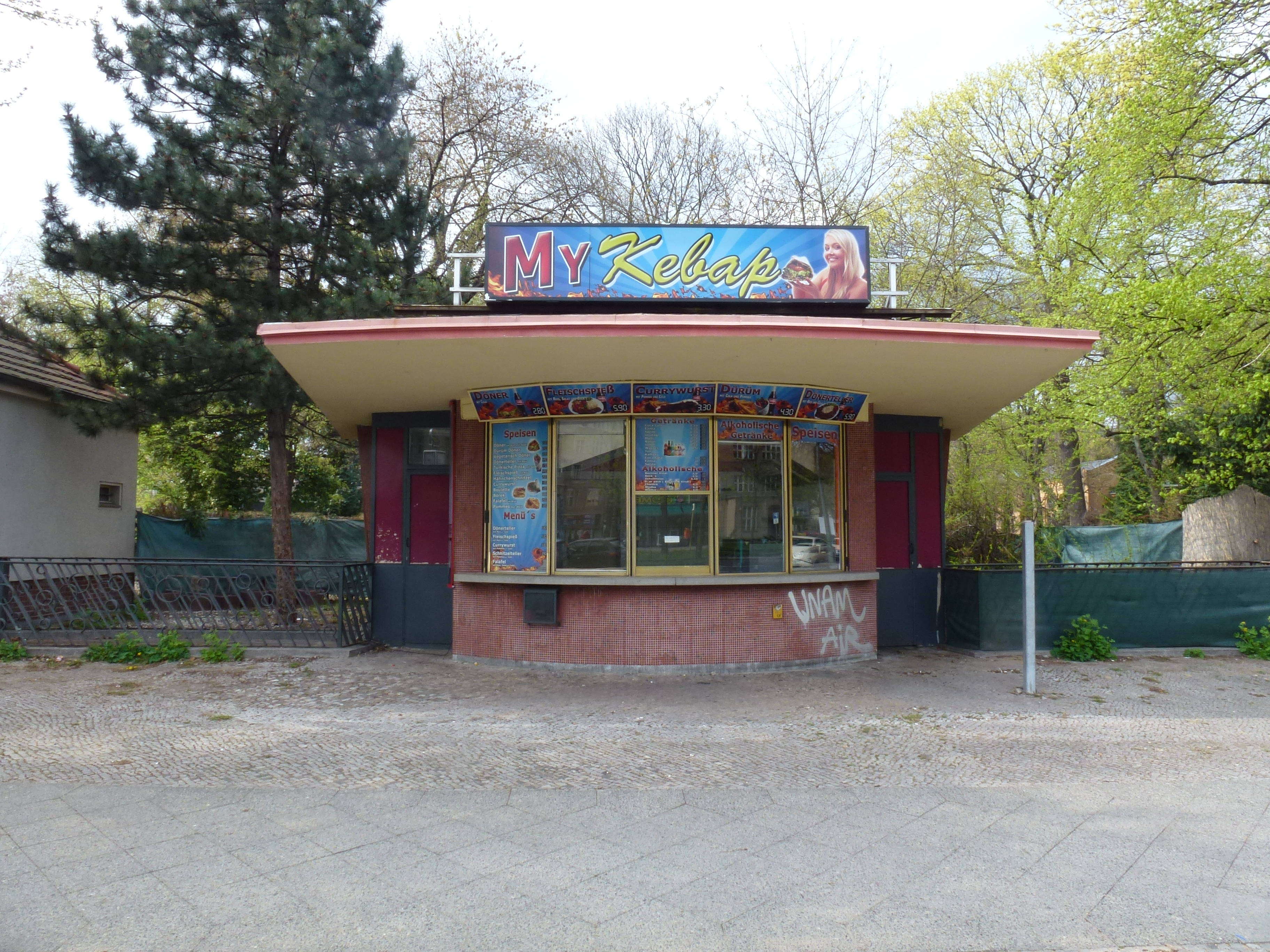
Kiosk Seestraße, 2012; vorheriger Pächter

Der Kiosk in der Seestraße im Berliner Ortsteil Wedding ist ein denkmalgeschützter Kiosk. Ursprünglich 1955 entstanden als eine oberirdische „Akzentuierung“ über einer öffentlichen Toilette, beherbergt er seit Sommer 2013 das Burger-Restaurant Rebel Room.

## Geschichte
Der nahe der Kreuzung Müllerstraße/Seestraße stehende Kiosk ist Nachfolger eines ähnlichen Gebäudes direkt auf der Kreuzung. An diesem Verkehrsknotenpunkt des Wedding entstand um 1910 ein für Berlin typisches Café Achteck – eine gusseiserne öffentliche Bedürfnisanstalt. Diese überstand sowohl die Straßenkämpfe des Wedding in der Zeit der Weimarer Republik als auch den Zweiten Weltkrieg, fiel jedoch der West-Berliner Verkehrsplanung der Nachkriegsjahre zum Opfer. Das Gebäude war sowohl der Verlängerung der heutigen U-Bahn-Linie U6 wie auch der geplanten Stadtautobahn durch den Norden Berlins im Weg.
Im Jahr 1955 entstand als Nachfolger des Café Achteck wenige hundert Meter entfernt eine unterirdische Bedürfnisanstalt neben dem Eingang des Urnenfriedhofs Seestraße. Der vom Stadtplanungsamt geplante und gebaute Kiosk steht wegen der Toilettengeländer, der geschwungenen Fassade und des vorspringenden Dachs – alles typische Merkmale der Architektur der 1950er Jahre – unter Denkmalschutz. Nachdem nach der politischen Wende der Betrieb der Bedürfnisanstalten an die Wall AG übertragen worden war, verschloss diese den unterirdischen Teil und errichtete als Ersatz eines ihrer standardisierten Modelle am U-Bahnhof Seestraße. Der oberirdische Kiosk wird seitdem an Gastronomen vermietet. Der derzeitige Nutzer hat das Gebäude gepachtet, da es in seiner Architektur an die frühen Gebäude der amerikanischen Burgerketten erinnert. Benannt ist es nach dem Rebel Room in Memphis, einem ehemaligen Konzertort.